# Stern, auf den ich schaue
Stern, auf den ich schaue (niem. Gwiazda, na którą patrzę) – ewangelicka pieśń kościelna, której tekst został napisany w 1857 roku przez protestanckiego teologa i tekściarza Adolfa Krummachera. Melodię pieśni skomponowała Wilhelmina Koch w 1887 roku.

## Tekst pieśni

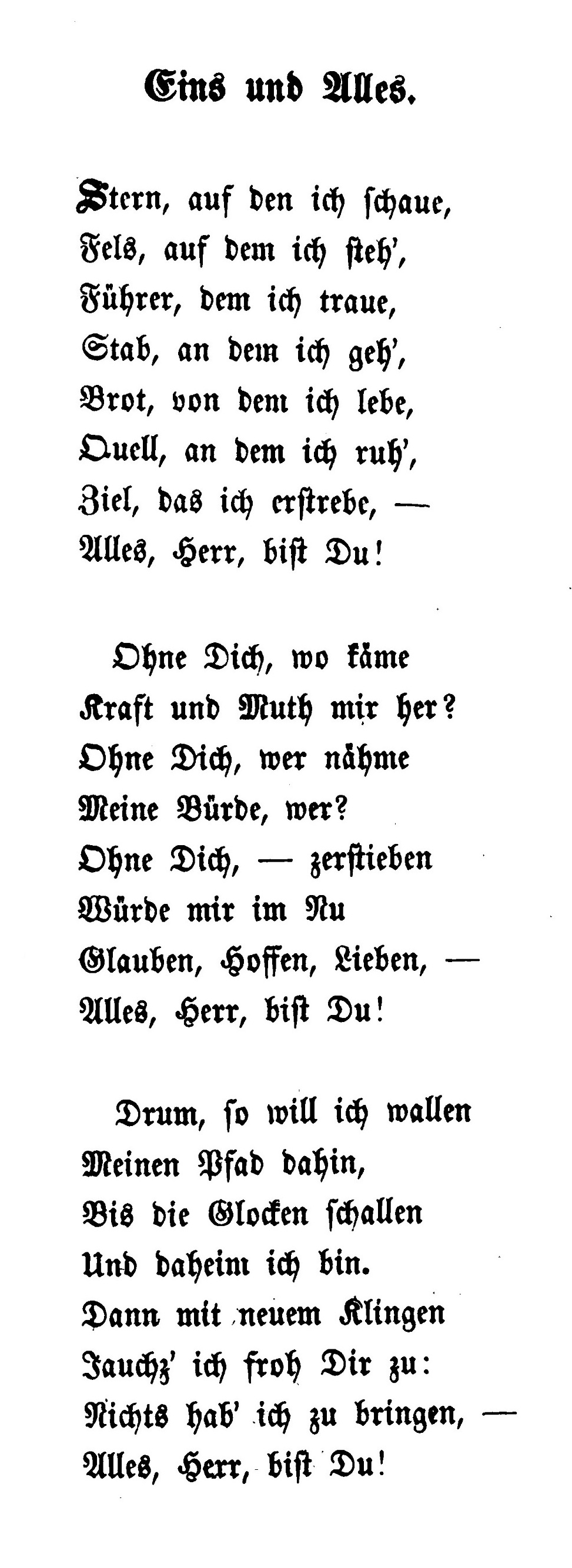
Wersja tekstowa pierwszego druku z 1857 roku

Stern, auf den ich schaue,

Fels, auf dem ich steh,

Führer, dem ich traue,

Stab, an dem ich geh,

Brot, von dem ich lebe,

Quell, an dem ich ruh,

Ziel, das ich erstrebe,

alles, Herr, bist du.

Ohne dich, wo käme

Kraft und Mut mir her?

Ohne dich, wer nähme

meine Bürde, wer?

Ohne dich, zerstieben

würden mir im Nu

Glauben, Hoffen, Lieben,

alles, Herr, bist du.

Drum so will ich wallen

meinen Pfad dahin,

bis die Glocken schallen

und daheim ich bin.

Dann mit neuem Klingen

jauchz ich froh dir zu:

nichts hab ich zu bringen,

alles, Herr, bist du!

## Alternatywny tekst do melodii
Melodia Wilhelminy Koch została wykorzystana również do pieśni Georg von Viebahn (1888–1915):
Fels der Ewigkeiten,
Welten durch dich stehn,
Fels im Meer der Zeiten,
Hort in Sturmeswehn.
Fels, der in den Gluten
öder Wüste hier
sprudelt Lebensfluten:
Fels, dich preisen wir!
Stern an dunklen Tagen,
wenn die Sonne flieht,
du lässt nicht verzagen
den, der auf sich sieht.
Stern, du machst so helle
unsre Wege hier;
unsrer Hoffnung Quelle,
Stern, Dich preisen wir!
Jesus will fürs Leben
Fels und Stern dir sein;
du brauchst nie zu beben,
nie bist du allein.
Auf dem Felsen stehen,
schauend auf den Stern,
heißt, als Sieger gehen
in der Kraft des Herrn.